# Mequinez
Mequinez o Mequínez[cita requerida] (en árabe: مكناس‎, en lenguas bereberes: ⵎⴻⴾⵏⴰⵙ, en francés: Meknès) es una ciudad del norte de Marruecos, ubicada en un valle al pie de las montañas del Atlas Medio. Pertenece a la región de Fez-Mequinez y es una de las cuatro ciudades imperiales de Marruecos. Está situada a 552 metros sobre el nivel del mar.[cita requerida]

## Toponimia
El nombre Mequinez viene de la palabra bereber Meknasa, nombre de la tribu fundadora de la ciudad.

## Historia
La zona del emplazamiento de la ciudad y su territorio circundante cayeron bajo dominación del Imperio romano en el año 117 a. C.
Los orígenes de Mequinez se remontan al siglo VIII, cuando en el sitio se construye una kasbah, o fortaleza. Una tribu bereber que era conocida como Meknasa se asentó en esa zona en el siglo X y un pueblo fue creciendo alrededor de la fortaleza. Mequinez vivió su época de apogeo como capital imperial del sultán Mulay Ismaíl (1672-1727), durante su gobierno en el sultanato de Marruecos.  La nómina anual de esclavos de Mequinez requeridos para su construcción durante el reino de Ismaíl era de 25,000, de los cuales hasta el 30% falleció de inanición o consecuencias de la misma.  Tras la muerte del sultán alauita, la capital fue desplazada a Fez.
El 27 de noviembre de 1755, un fuerte terremoto dejó un saldo de 3000 muertos.

## Geografía y demografía
Mequinez está situada sobre la meseta de Sais, a una altitud de 552 m s. n. m. aproximadamente, entre el Atlas Medio al sur y las colinas pre-rifeñas al norte. El río Boufekrane que atraviesa la ciudad, separa la medina (ciudad antigua) de la ciudad nueva (llamada “Hamría”). 
La población estimada de la ciudad de Mequinez es de 950 000 habitantes (suburbios incluidos). El suburbio este de Mequinez (Toulal) alberga una población de 100 000 habitantes. Según el censo del año 2004, Mequinez tenía ese año 536 322 habitantes. Los jóvenes con menos de 25 años representan el 60 % de la población. La lengua hablada por la mayoría de los habitantes de Mequinez es el árabe, mientras que la mayoría de las poblaciones que viven en los pueblos y zonas cercanas son de habla bereber.
Mequinez está situada en una de las mejores zonas agrícolas y productivas de Marruecos, lo que la convierte en un punto importante para el comercio, la agricultura, y la artesanía. El sector industrial juega también un papel preponderante en la economía de la ciudad. Las principales industrias son las industrias agroalimentarias, el textil y la producción de cemento y materiales de construcción.

## Clima
La ciudad de Mequinez está al sur del mar Mediterráneo, su clima está determinado por las influencias continentales durante las estaciones del verano y del invierno. Sin embargo la diversidad geográfica del área hace que presente matices climáticos particulares. El clima es del tipo semi-continental. El promedio de la temperatura de Mequinez es determinado por la distancia de las costas, por lo que posee una gran amplitud termal que alcanza los 25,4 °C. La temperatura durante el mes de agosto (el más caluroso) varía entre los 29 y 38 °C, y la del mes más frío varía entre 2 y 7 °C. La media anual de precipitaciones es de 84 días. La pluviometría media en la región es de 600 mm/año.
| Parámetros climáticos promedio de Mequinez, Marruecos (1961–1990) | Parámetros climáticos promedio de Mequinez, Marruecos (1961–1990) | Parámetros climáticos promedio de Mequinez, Marruecos (1961–1990) | Parámetros climáticos promedio de Mequinez, Marruecos (1961–1990) | Parámetros climáticos promedio de Mequinez, Marruecos (1961–1990) | Parámetros climáticos promedio de Mequinez, Marruecos (1961–1990) | Parámetros climáticos promedio de Mequinez, Marruecos (1961–1990) | Parámetros climáticos promedio de Mequinez, Marruecos (1961–1990) | Parámetros climáticos promedio de Mequinez, Marruecos (1961–1990) | Parámetros climáticos promedio de Mequinez, Marruecos (1961–1990) | Parámetros climáticos promedio de Mequinez, Marruecos (1961–1990) | Parámetros climáticos promedio de Mequinez, Marruecos (1961–1990) | Parámetros climáticos promedio de Mequinez, Marruecos (1961–1990) | Parámetros climáticos promedio de Mequinez, Marruecos (1961–1990) |
| Mes                                                               | Ene.                                                              | Feb.                                                              | Mar.                                                              | Abr.                                                              | May.                                                              | Jun.                                                              | Jul.                                                              | Ago.                                                              | Sep.                                                              | Oct.                                                              | Nov.                                                              | Dic.                                                              | Anual                                                             |
| ----------------------------------------------------------------- | ----------------------------------------------------------------- | ----------------------------------------------------------------- | ----------------------------------------------------------------- | ----------------------------------------------------------------- | ----------------------------------------------------------------- | ----------------------------------------------------------------- | ----------------------------------------------------------------- | ----------------------------------------------------------------- | ----------------------------------------------------------------- | ----------------------------------------------------------------- | ----------------------------------------------------------------- | ----------------------------------------------------------------- | ----------------------------------------------------------------- |
| Temp. máx. abs. (°C)                                              | 26.9                                                              | 28.7                                                              | 32.6                                                              | 36.4                                                              | 40.4                                                              | 43.9                                                              | 46.8                                                              | 46.2                                                              | 43.0                                                              | 37.7                                                              | 36.4                                                              | 27.1                                                              | 46.8                                                              |
| Temp. máx. media (°C)                                             | 15.3                                                              | 16.6                                                              | 18.6                                                              | 20.0                                                              | 23.8                                                              | 27.8                                                              | 32.7                                                              | 32.6                                                              | 29.6                                                              | 24.5                                                              | 19.3                                                              | 15.6                                                              | 23                                                                |
| Temp. media (°C)                                                  | 10.2                                                              | 11.5                                                              | 12.9                                                              | 14.4                                                              | 17.7                                                              | 21.2                                                              | 25.2                                                              | 25.3                                                              | 22.9                                                              | 18.7                                                              | 14.2                                                              | 10.7                                                              | 17.1                                                              |
| Temp. mín. media (°C)                                             | 5.2                                                               | 6.3                                                               | 7.2                                                               | 8.8                                                               | 11.5                                                              | 14.6                                                              | 17.7                                                              | 17.9                                                              | 16.2                                                              | 12.8                                                              | 9.1                                                               | 5.8                                                               | 11.1                                                              |
| Temp. mín. abs. (°C)                                              | -4.2                                                              | -2.6                                                              | -0.8                                                              | 0.5                                                               | 0.4                                                               | 5.2                                                               | 7.2                                                               | 9.0                                                               | 5.0                                                               | 2.2                                                               | 0.0                                                               | -3.0                                                              | -4.2                                                              |
| Precipitación total (mm)                                          | 89.4                                                              | 84.4                                                              | 78.4                                                              | 74.3                                                              | 42.6                                                              | 12.5                                                              | 2.1                                                               | 1.9                                                               | 14.1                                                              | 47.4                                                              | 79.6                                                              | 81.2                                                              | 607.9                                                             |
| Días de precipitaciones (≥ 1 mm)                                  | 10.5                                                              | 10.1                                                              | 9.9                                                               | 10.3                                                              | 7.3                                                               | 3.5                                                               | 0.9                                                               | 1.4                                                               | 3.4                                                               | 7.6                                                               | 9.8                                                               | 9.6                                                               | 84.3                                                              |
| Horas de sol                                                      | 174.3                                                             | 176.2                                                             | 226.6                                                             | 236.9                                                             | 283.4                                                             | 305.5                                                             | 347.8                                                             | 328.4                                                             | 264.4                                                             | 227.7                                                             | 176.5                                                             | 165.8                                                             | 2913.5                                                            |
| Humedad relativa (%)                                              | 75                                                                | 78                                                                | 76                                                                | 75                                                                | 72                                                                | 68                                                                | 57                                                                | 57                                                                | 62                                                                | 70                                                                | 72                                                                | 77                                                                | 69.9                                                              |
| Fuente n.º 1: NOAA                                                |                                                                   |                                                                   |                                                                   |                                                                   |                                                                   |                                                                   |                                                                   |                                                                   |                                                                   |                                                                   |                                                                   |                                                                   |                                                                   |
| Fuente n.º 2: Deutscher Wetterdienst (extremes and humidity)      |                                                                   |                                                                   |                                                                   |                                                                   |                                                                   |                                                                   |                                                                   |                                                                   |                                                                   |                                                                   |                                                                   |                                                                   |                                                                   |

## Monumentos y centros de interés
En 1996, la Unesco designó a Mequinez como parte del Patrimonio de la Humanidad, por su carácter representativo de un complejo urbano y arquitectónico de una capital del Magreb del siglo XVII, que combina de manera armónica elementos de diseño y planificación islámicos y europeos.

### Sitios turísticos de carácter religioso
- Mausoleo de Mulay Ismaíl: edificado por Ahmed Eddahbi. Alberga la tumba del Mulay Ismaíl.
- Mezquita Néjjarine: mezquita del siglo X. Está situada en el centro de la medina.
- La Gran Mezquita: fundada en el siglo XI por los almorávides.
- Mezquita Jamaï Roua: construida en 1790 por Sidi Mohamed ben Abdellah
- Mausoleo Cheikh El Kamel: edificado por Sidi Mohamed ben Abdellah, alberga la tumba de El Hadi Benaïssa, fundador de la cofradía "Aïssaoua".

### Museos y madrazas
- Museo Dar Jamaï: lugar que atestigua la alta burguesía marroquí, del fin del siglo XIX. Ha sido un museo de artes marroquíes y etnográficas desde 1926.
- Madraza Bou Inania: institución teológica, fundada por el sultán Abú Hassan Marini (1331-1351). Se compone de un patio y de una planta de 26 aulas de TOLBAS (estudiantes). No confundir con la de Fez de igual nombre.
- Madraza Filalia: edificio histórico de carácter educativo y religioso. Edificado en 1789 por Moulay Ismael.

### Monumentos históricos
- Bab Mansour: construida en 1732, la puerta Bab Mansour es la más grande de Marruecos y de África del Norte.  Se cree heredó el nombre del esclavo cristiano que la diseñó.[8]
- El Palacio Dar El Makhzen: situado en el municipio urbano de Mechouar Stinia. Fue el palacio oficial de Moulay Ismael, construido completamente por esclavos europeos.[9]
- Koubat Al Khayatine (sala de embajadores): pabellón en el seno del cual el sultán Moulay Ismael recibía los embajadores y emisarios extranjeros.
- Bab Lakhmis: gran puerta ricamente decorada del siglo XVII.
- Bab Berdaïne: puerta majestuosa edificada por Moulay Ismael en el siglo XVII.
- Fandouk El Hanna: complejo cultural. Propiedad de los Habous.
- Ksar Mansour: palacio y granero. Dominio Público.
- Le Haras: construido en 1914 como establecimiento militar. En 1947, se convierte en centro de cría de caballos.
- Granero y caballeriza: gigantesco conjunto arquitectural edificado par Moulay Ismaël.
- Estanque del Agdal: gran estanque de acumulación de agua de 319 m de longitud, y 149 de ancho. Su profundidad supera los 2 m. Fue edificado por el Moulay Ismael para irrigar los jardines de Mequinez.
- Prisión de Cara: la prisión (silo subterráneo) lleva el nombre Cara, un arquitecto y prisionero portugués.

A 33 km al noroeste de la ciudad, se encuentran las ruinas de la ciudad romana de Volubilis.

### Barrios principales de la ciudad

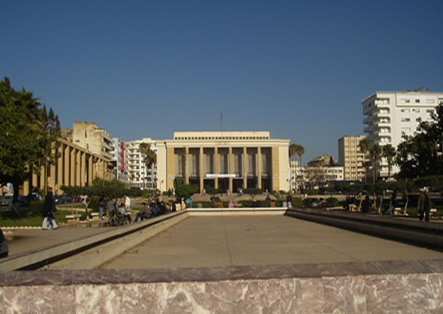
Ayuntamiento de Mequinez en la Ciudad Nueva "Hamría".

- Elkasba
- Riad
- la medina
- Sidi Bouzekri
- Zitoune
- Roua
- Touargua
- Sbata (saramito)
- Bni-Mhammed
- Agdal
- Toulal
- Sidi Baba
- Al-Mansour
- Ennasre
- Morjane
- Kamilia
- Rouamzil
- Berrima
- Zerhounia
- Hay al Salam
- Wjeh Arouss
- Hamria
- Borj Moulay Omar (excombatientes)
- La-Hacienda
- Al-bassatine
- Wislane
- Plaisance
- Qortoba

### Establecimientos de educación superior
Mequinez dispone de varias escuelas y establecimientos de educación superior. Las más importantes son: 
- Universidad de Moulay Ismaël (facultades de ciencias, derecho, letras, ciencias humanas, ciencias económicas y ciencias sociales).
- L'École Nationale Supérieure d'Arts et Métiers (E.N.S.A.M.) (Escuela superior de ingenieros)
- Escuela Superior de Tecnología de Mequinez E.S.T.M.
- Escuela Nacional de Agricultura de Mequinez (Escuela superior de ingenieros agrónomos).
- Academia Real Militar (Formación de oficiales militares).
- Clases preparatorias a las Grandes Escuelas de Ingenieros (Grandes Écoles) en el liceo Omar Ibnou Al Khattab.
- Instituto de Formación de Técnicos en Arquitectura y Urbanización I.F.T.A.U.

## Ciudades hermanadas
- Nimes (Francia)
- Almaty (Kazajistán)